# Johannes van den Bergh
Johannes van den Bergh est un footballeur allemand, né le 21 novembre 1986 à Viersen. Il évolue aux postes d'arrière latéral et de milieu gauche.

## Palmarès
- Borussia Mönchengladbach
  - Vainqueur de la 2.Bundesliga en 2008

## Statistiques
| Saison    | Club                     | Pays         | Championnat      | Coupes nationales | Coupes d'Europe | Allemagne |
| --------- | ------------------------ | ------------ | ---------------- | ----------------- | --------------- | --------- |
| 2006-2007 | Borussia Mönchengladbach | Bundesliga   | 1 match          | 1 match           | -               | -         |
| 2007-2008 | Borussia Mönchengladbach | 2.Bundesliga | 7 matchs         | -                 | -               | -         |
| 2008-2009 | Borussia Mönchengladbach | Bundesliga   | 7 matchs / 1 but | 1 match           | -               | -         |
| 2009-2010 | Fortuna Düsseldorf       | 2.Bundesliga | 31 matchs        | 1 match           | -               | -         |
| 2010-2011 | Fortuna Düsseldorf       | 2.Bundesliga | 33 matchs        | 1 match           | -               | -         |
| 2011-2012 | Fortuna Düsseldorf       | 2.Bundesliga | 27 matchs        | 5 matchs          | -               | -         |
| 2012-2013 | Fortuna Düsseldorf       | Bundesliga   | 33 matchs        | 3 matchs          | -               | -         |

Dernière mise à jour le 19 mai 2013